# 西方正典

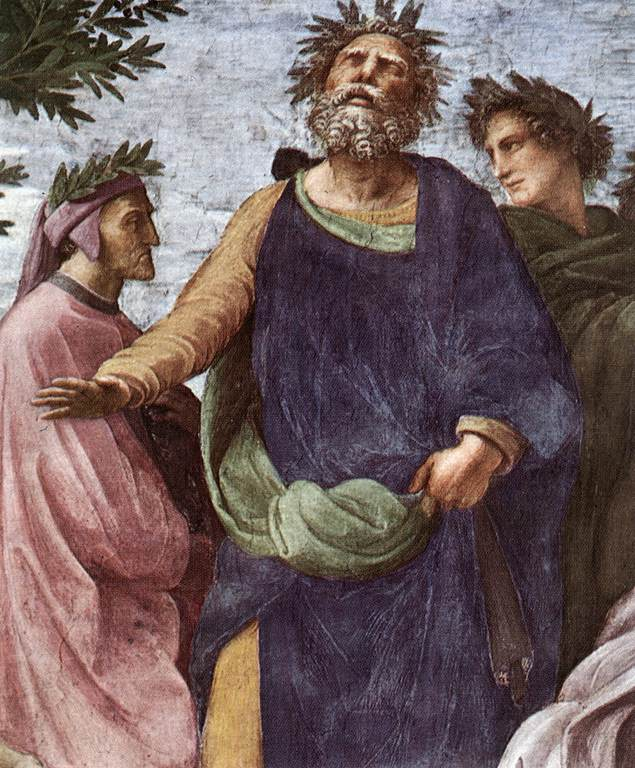
但丁、荷马和维吉尔三人是西方正典的重要人物

西方正典（western canon）是对西方世界所認為的高雅文化文学、音乐、哲学以及艺术作品的统称；这些文化产物在西方都已取得“经典”（classic）地位。但要注意的是，这些作品并非全部起源自西方世界，而且西方世界以外的世界其它地区也同样重视这些作品。西方正典是“一种特定的西方知识传统，比如在哲学方面，它囊括了从苏格拉底到路德维希·维特根斯坦的所有思想；在文学方面，它则包含了从荷马到詹姆斯·乔伊斯的所有著作”。